# Tmarus aculeatus
Tmarus aculeatus là một loài nhện trong họ Thomisidae.
Loài này thuộc chi Tmarus. Tmarus aculeatus được Arthur Merton Chickering miêu tả năm 1950.